# 卡斯特洪德莫内格罗斯
卡斯特洪德莫内格罗斯，是西班牙阿拉贡自治区韦斯卡省的一个市镇。总面积165平方公里，总人口665人（2001年），人口密度4人/平方公里。